# Peniocereus greggii
Peniocereus greggii là một loài thực vật có hoa trong họ Cactaceae. Loài này được (Engelm.) Britton & Rose mô tả khoa học đầu tiên năm 1909.
Đây là loài bản địa Arizona, New Mexico, Texas (Hoa Kỳ); và Chihuahua, Coahuila, Durango, Sonora, và Zacatecas (Mexico).
Tên cụ thể greggii được đặt theo Josiah Gregg (1806 - 1850), một thương gia, nhà thám hiểm, nhà tự nhiên học, và là tác giả của miền Tây Nam Mỹ và Bắc Mexico.

## Hình ảnh

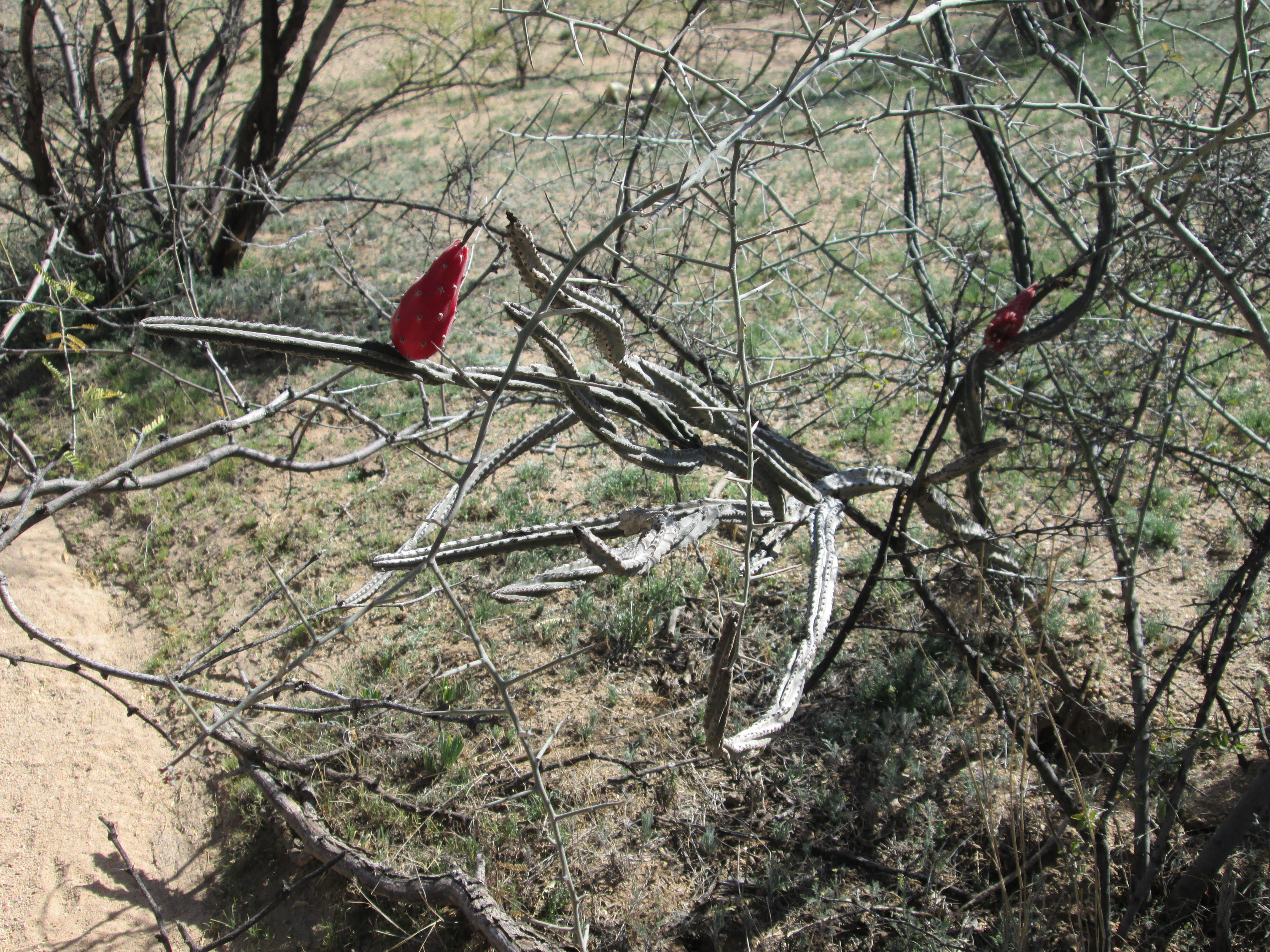
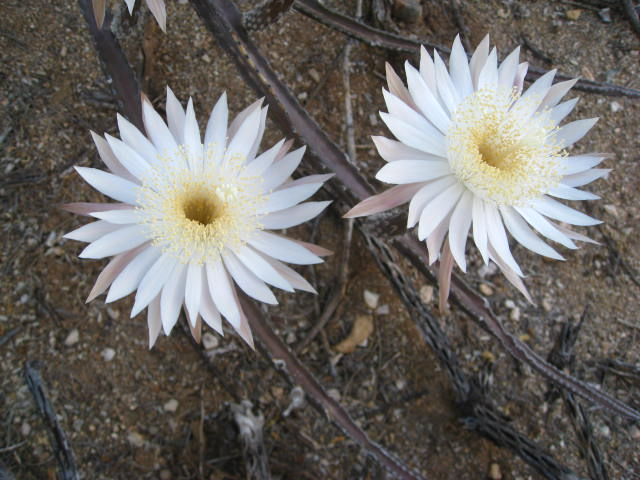
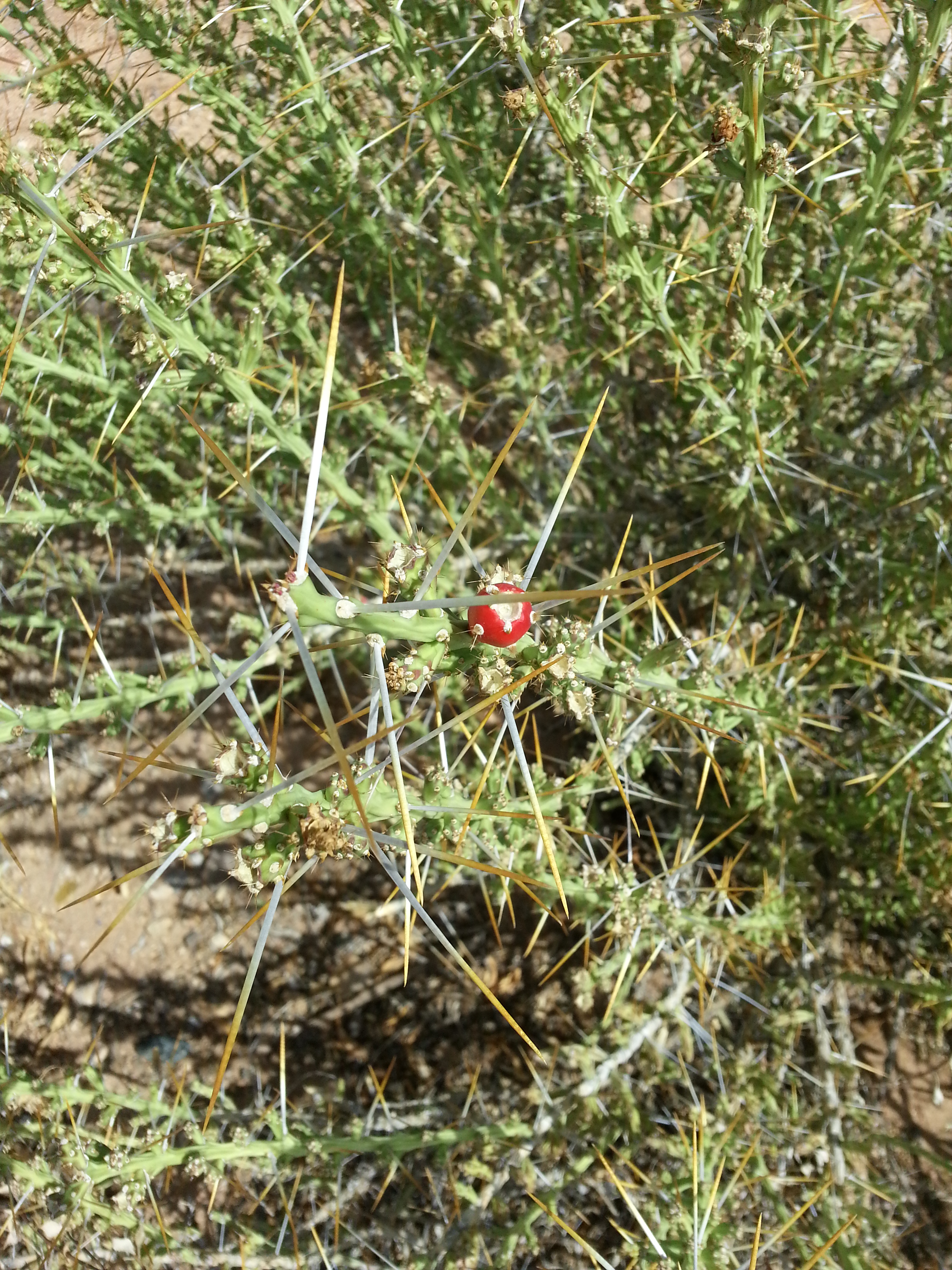
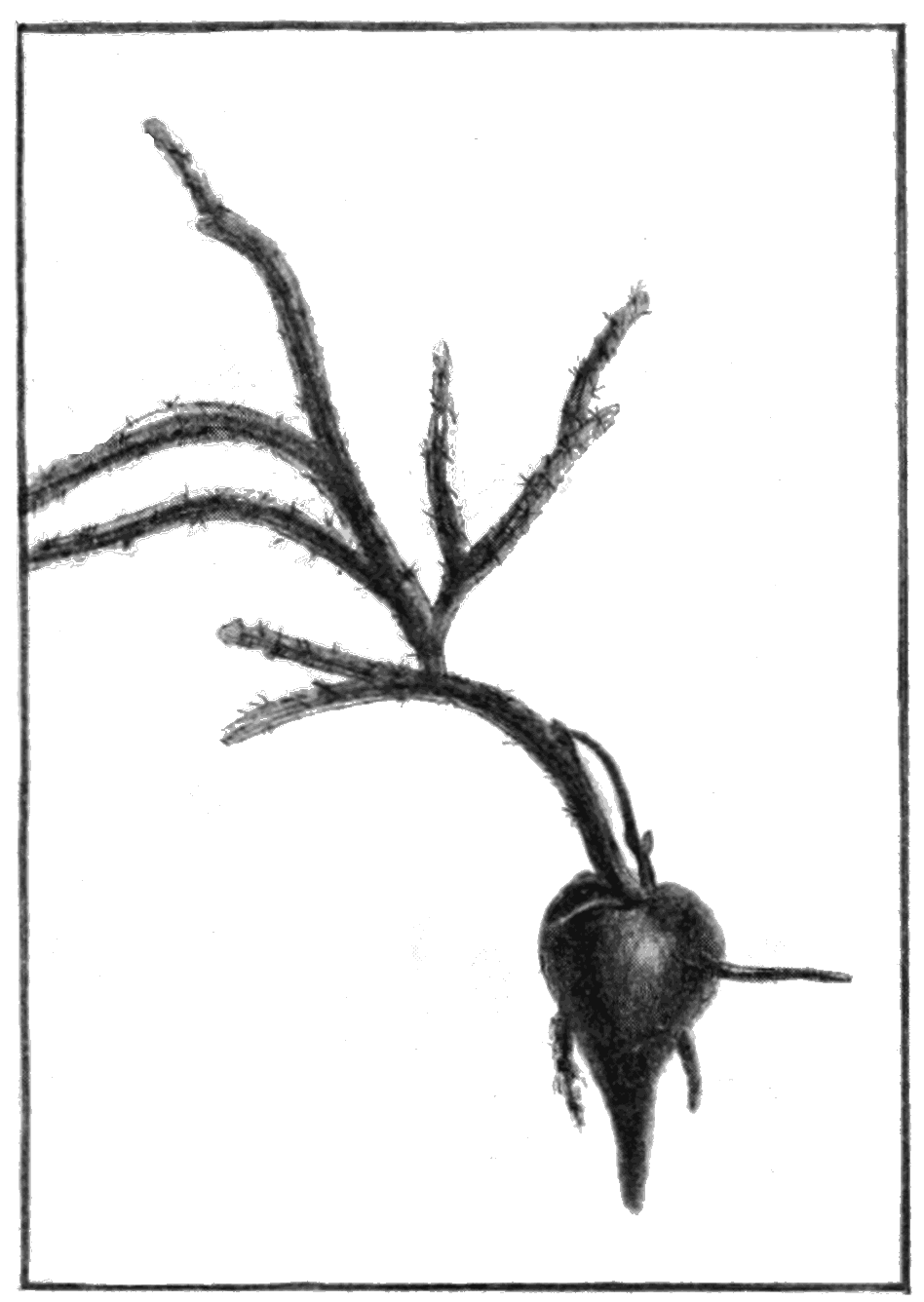